# Nems Enterprises
Nems Enterprises, o bien NEMS, es un sello discográfico de Argentina, dedicado principalmente a la edición de discos de heavy metal y power metal, tanto de artistas argentinos como internacionales.

## Historia
Nems comienza a trabajar en 1987, dedicándose a la distribución de vinilos y CD. Comenzaron con todos los estilos musicales, pero luego se enfocaron al heavy metal, el power metal y otras variantes progresivas del género.
 
El primer disco que editaron en la argentina fue Angels Cry de Angra, licenciado por "Editora Rock Brigade LTDA" de Brasil. A partir de este contrato comenzaron a firmar con muchos otros sellos y a editar muchos más discos en el país. Se lanzaron más de 350 discos, con grandes artistas del género, tales como Blind Guardian, Gamma Ray, Helloween, Manowar, Hammerfall, Nightwish, Rhapsody, Stratovarius, Running Wild, etc. 
También se organizaron recitales, acercando diversos grupos a Sudamérica en colaboración con Rock Brigade de Brasil. Entre estos se cuentan a Angra (en cuatro oportunidades), Gamma Ray, Stratovarius (dos veces) Moonspell, Yngwie Malmsteen (dos veces), Blind Guardian, Glenn Hughes, Nightwish (dos veces), Vision Divine, "Noche Escandinava" (formación de música clásica de Tarja Turunen) y Labyrinth, entre otros. 
En 1997 Editorial Llamoso comenzó a editar la Revista Epopeya, de la que Nems participó como productor asociado. Dicha editorial ya editaba a la revista Madhouse, pero esta nueva publicación se enfocaba de forma más específica en los géneros musicales que editaba el sello. La revista fue llevada adelante por César Fuentes Rodríguez, quien también condujo el programa radial "Ave César" del mismo estilo, primero en Energy FM y luego en FM Palermo de Buenos Aires. 
Con el tiempo, el sello expandió su actividad a países como Chile, México y España.

## Sellos con licencias
Entre los diversos sellos con los que Nems trabaja y tiene licencias para editar sus catálogos en el país se encuentran
| - Sello Magenta - Noise Records - Massacre Records - T&T - Music For Nations - Spv - Receiver Records - Snapper Music - Lucretia Records - Relapse Records - Century Media - Inside Out - Pick Up | - Gep - Verglas - G.U.N Records - Frontiers Records - Hypnotic - Spinefarm - Limb Music Products - Majestic Entertainment - Afm - Crazy Life Music - Cogumelo Records - Cmm - Drakkar | - Leviathan Records - Paradoxx - Shadows Music - Wounded Love Records - Neat Music - Omega Records - Arise Records - Bottom Row - Virgin Germany - Ragnar Productions Ltd - Minstrell Hall - Sanctuary | - A la Caza de Ñu - Armageddon - Black Mark - Athreia - Mvp - Roasting House - Transmission - Metal Blade - Scarlet Records - Heptagon Records |